# Microsoft Dynamics NAV
Navision eller Microsoft Dynamics 365 Business Central, som det hedder i dag, er et økonomistyringsprogram, også kaldet et ERP-program. Microsoft Dynamics 365 Business Central udmærker sig ved en meget stor smidighed og kan tilpasses alle virksomheder og brancher, store som små. 
Microsoft Dynamics 365 Business Central er et af de mest udbredte ERP-programmer med over 1 million brugere på verdensplan.

## Historie
Navision har en lang historie bag sig, og har siden begyndelsen i 1984 haft forskellige navne. Firmaet bagved blev stiftet af vennerne Jesper Balser, Torben Wind og Peter Bang, mens de stadigvæk gik på DTU. Firmaet hed PC&C ApS, hvilket stod for Personal Computing and Communication.
PC Plus var navnet på det første program. Det var fuldstændig enestående i branchen og kendt for sin høje brugervenlighed. Men de mange små virksomheder som anvendte PC Plus blev ved at bruge systemet og selv den dag i dag findes det rundt omkring. Programmet kunne desværre kun anvendes af en bruger ad gangen. 
Derfor blev Navigator lanceret i 1987. PC&C havde som nogen af de første i verden introduceret et ægte client/server program, hvorved Navigator kunne bruges i de små netværk der i disse år skød op med raketfart over hele verden. Navigator var også kendt i branchen som IBM-Navigator, idet IBM var ene-distributør i Danmark, og programmet blev kun solgt via IBM's Erhvervscentre i Danmark. IBM stillede store krav til deres forhandlere, hvilket på dette tidspunkt var uhørt i branchen også uden for Danmark. Men det gav pote og Navigator blev hurtigt et af de førende økonomisystemer i Danmark. Tilsvarende lagde det også grunden til nogle forhandlere der den dag i dag er store og vigtige firmaer, omend under andre navne.
I 1989 blev version 3 lanceret. Forskellen på denne og de tidligere versioner var at denne version nu havde et indbygget udviklingsmiljø og eget udviklingssprog som PC&C valgte at kalde AL (application language). AL havde en syntax der minder meget om udviklingssproget Pascal. Ændringen medførte at forhandlerne nu kunne rette stort set alle områder af systemet og tilpasse det nøjagtigt efter kundernes krav. Det gjorde at der nu begyndte at komme meget avancerede tillægsløsninger, så som løn og MPS/produktionsstyringssystemer til Navigator. Dette betød at Navigator også voksede i markedet og ikke længere kun var forbeholdt de helt små løsninger med mellem 1 og 10 brugere, men selv på dette tidspunkt havde kunder med over 100 brugere. 
Med version 3 begyndte Navigator også så småt at slå igennem i udlandet. I starten primært i Tyskland, Spanien og på Island. Men senere også i mange andre lande. I de fleste lande blev Navigator kaldet Navision. Dog ikke i USA, hvor man havde besluttet at kalde programmet for Avista. Som en følge af denne internationalisering ændredes navnet fra PC&C til Navision Software A/S.
Samtidig med Windows 95 i 1995 kom den første windowsbaserede version Navigator Financials. Og kort efter blev navnet også i Danmark ændret til Navision Financials. Version 3 af den windowsbaserede version blev først kortvarigt kaldet Navision Solutions, men allerede fra version 3.01 blev dette ændret til Navision Attain. 
I 2002 opkøbte Microsoft Navision A/S og med frigivelsen af version 4 blev navnet så "Microsoft Business Solutions – Navision". Med frigivelsen af version 5.0 blev navnet ændret til "Microsoft Dynamics NAV" (udtalt N A V). 
Navnedelen Dynamics henviser til at Microsoft efter at de havde opkøbt Navision A/S planlagde at samle alle deres ERP programmer til et under et projekt kaldet "Project Green". Dette fik imidlertid ikke den modtagelse som Microsoft havde forventet. Derfor "Microsoft Dynamics" så lanceret, som så blev "familienavnet" til alle deres ERP produkter. Navision blev til NAV, Axapta til AX, Great Plains til GP, Solomon til SL og endelig blev Microsoft CRM til Microsoft Dynamics CRM.
Den seneste version hedder Dynamics 365 Business Central. Denne version markerer et nyt skifte i Navisions historie, da den er browserbaseret, og indeholder let adgang til integration med Cloud services som f.eks. Microsoft Office 365, Microsoft Power BI, Microsoft Teams og Machine Learning.

## Rolledefineret klient
Med introduktionen af Dynamics NAV 2009 kom der en ny type klient til. Den rolledefinerede klient (Også kendt som RTC - Role Tailored Client), der tilbød en brugergrænseflade optimeret til en lang række forskellige medarbejdertyper så som indkøber, controller, lagerchef m.v.
Den rolledefinerede klient var et element af et større redesign af Dynamics NAV platformen. En ny 3-tier arkitektur med support af webservices og optimering til afvikling på SQL server gav større skalerbarhed og bedre performance, stærkere integrationsevner og flere klienttyper til afvikling på gængse browsere og mobile enheder (Win, iOS, Android).

## Eksterne links
- Microsoft Dynamics 365 officielle hjemmeside
- Mibuso - forum for Dynamics udviklere
- Den danske afdeling af Dynamics User Group
- Microsoft Dynamics NAV versionssammenligning